# Nadine Gordimer
Nadine Gordimer, née à Springs (Afrique du Sud) le 20 novembre 1923 et morte à Johannesbourg (Afrique du Sud) le 14 juillet 2014, est une femme de lettres sud-africaine, romancière, nouvelliste, critique et éditrice. En 1991, le prix Nobel de littérature récompense l'écrivain dont « l’œuvre épique a rendu à l'humanité d'éminents services ». Elle a combattu l'apartheid.

## Biographie
Née dans une famille bourgeoise, d'un père juif lituanien et d'une mère anglaise, Nadine Gordimer est élevée dans la religion chrétienne et grandit dans l'environnement privilégié de la communauté anglophone blanche du quartier de Springs proche de Johannesbourg. Elle n'en demeure pas moins sensible aux inégalités raciales et aux problèmes sociopolitiques de son pays. Souvent malade, l'enfant est couvée par sa mère et occupe son temps à lire, développant ainsi une passion pour la littérature. À neuf ans, elle rédige sa première nouvelle, inspirée par la fouille policière de la chambre de sa domestique noire. Ses premiers récits se situent dans le milieu juif d'Afrique du Sud. Par l'écriture, elle choisit ensuite de décrire la société inégalitaire sud-africaine et de s'engager contre le système d'apartheid. Elle dit avoir pris très tôt conscience de la situation des Noirs en lisant des ouvrages sur la Révolution française puis le roman La Jungle d'Upton Sinclair qui évoque les conditions de vie des ouvriers travaillant dans les abattoirs de Chicago. Elle publie ses premières nouvelles dans les grands magazines américains et acquiert une importante notoriété. Cependant, le roman Un monde d'étrangers publié en 1958, qui raconte une amitié impossible entre un jeune Anglais et un jeune Sud-Africain, est condamné par le pouvoir et interdit. Elle est pendant longtemps membre du Congrès national africain, l'ANC de Nelson Mandela. La fusillade de Sharpeville au cours de laquelle des Noirs manifestant contre la ségrégation raciale sont tués par les forces de l'ordre, ainsi que l'arrestation des dirigeants de l'ANC, ne font que renforcer sa détermination à lutter contre l'apartheid, malgré la censure qui frappe souvent ses œuvres.
En 1974, elle reçoit le prestigieux prix Booker Prize pour Le Conservateur.
Elle est agressée chez elle, à Johannesbourg, par trois cambrioleurs le 26 octobre 2006 mais n'est pas sérieusement blessée lors de l'agression. En 2008, elle rejoint plusieurs auteurs de renommée mondiale dont Philip Roth, Salman Rushdie et Carlos Fuentes et trois autres lauréats du prix Nobel (Gabriel García Márquez, J.M. Coetzee et Orhan Pamuk) pour soutenir l'écrivain franco-tchèque Milan Kundera, soupçonné d'avoir dénoncé à l'ancienne police tchécoslovaque l'un de ses concitoyens, condamné à vingt-deux ans de prison.
Elle a été décorée le 31 mars 2007 de la Légion d'honneur française, lors d'une cérémonie à l'Ambassade de France à Pretoria. Elle est en outre Commandeur de l'Ordre des Arts et des Lettres. Elle meurt le 14 juillet 2014, à l'âge de 90 ans, dans sa maison de Johannesbourg, entourée de ses enfants.

## Regards sur l'œuvre et les influences littéraires
Nadine Gordimer a publié quinze romans, deux cents nouvelles et plusieurs recueils d'essais et de textes critiques. L'essentiel de sa production, de facture classique, témoigne aujourd'hui de son combat et la lecture de ses textes enseigne une douloureuse page d'Histoire. Cependant, sa célébration grandiose des paysages sud-africains et son amour pour cette terre « odorante et colorée » — qu'elle n'a pas quittée — ajoutent de l'humanité et de la chaleur à ses écrits. À la peinture détaillée de son pays natal, elle juxtapose la critique de ses dysfonctionnements, ses drames et son cheminement douloureux vers la démocratie (égalité entre Noirs et Blancs, liberté d'expression, etc.). Excluant toute bien-pensance, ses œuvres se caractérisent par une volonté de faire passer l'intrigue au second plan afin de privilégier l'étude psychologique et sociale. Son style se veut personnel, épuré, sec et efficace,. Gordimer n'était pas opposée à ce qu'on la place dans la lignée des conteurs réalistes du XIXe siècle parmi lesquels Jane Austen, Thomas Hardy et Guy de Maupassant. Elle admirait également Anton Tchekhov, Honoré de Balzac, Marcel Proust, Michel Tournier, Marguerite Duras, Günter Grass ou encore Kenzaburō Ōe et José Saramago qu'elle a lus bien avant qu'ils reçoivent le prix Nobel de littérature. Elle était aussi une grande lectrice de Milan Kundera. Par ailleurs, elle affirmait à Libération en 2002 devoir beaucoup à Jean-Paul Sartre et Simone de Beauvoir, les derniers écrivains qui, selon elle, « ont eu une influence sur la politique. ».
Rapidement, les écrits de Gordimer dénotent l'influence théorique de Georg Lukács pour le lien établi entre roman réaliste, sociologie et histoire. L'empreinte de Lukács se décèle également dans le besoin de refléter la lutte des classes, le recours à la perspective épico-politique du récit ou encore l'imbrication de parcours individuels dans la destinée collective. Dans Occasion for Loving, d'inspiration autobiographique, l'autrice n'hésite pas à critiquer les illusions angéliques des Blancs progressistes. The Late Bourgeois World ridiculise un personnage de saboteur blanc poussé au suicide. A Guest of Honour est le seul roman que l'écrivaine ne situe pas en Afrique du Sud mais dans un État africain imaginaire, sans dévier vers un message optimiste.
Ne se considérant pas comme communiste mais reconnaissant des accointances avec le marxisme, Gordimer a un temps été censurée par le régime de Pretoria pour ses prises de position et le caractère subversif de ses textes ; censure finalement levée sous la pression internationale. Le Conservateur, qui évoque les rites agraires des Zoulous (ceux qui « conservent » les terres ancestrales) et les violentes répressions de Soweto, marque le sommet de sa carrière et lui vaut une notoriété mondiale,. Ses autres romans célèbres sont Ceux de July, L'Arme domestique et la Fille de Burger. Un caprice de la nature synthétise ses thèmes de prédilection et reformule son aspiration à voir naître un État égalitaire et démocratique. Histoire de mon fils marque une évolution vers le postmodernisme qui va de pair avec le durcissement de ses positions :  intertextualité, dédoublement des voix narratives, construction éclatée etc. Pour la première fois, la romancière choisit un homme noir comme protagoniste : un professeur qui se voit rattaché aux idées révolutionnaires par ses étudiants et entame une liaison avec une femme blanche. Après la fin de la société d'apartheid, Gordimer renouvelle son inspiration en s'adaptant à la nouvelle situation de l'Afrique du Sud et cesse d'évoquer le passé. Personne pour m'accompagner relate le parcours de Vera Stark, son double littéraire : une femme blanche privilégiée d'une soixantaine d'années souhaitant aider les Noirs revenus au pays à recouvrer les droits dont ils furent auparavant privés. Ses deux derniers ouvrages, Bouge-toi ! et Vivre à présent, questionnent la dimension réellement égalitaire de la société post-apartheid.
Gordimer surveillait minutieusement la traduction de ses ouvrages : elle repassait sans cesse sur les traductions française et, dans une moindre mesure, allemande.

## Œuvre

### Romans
- 1953 : The Lying Days
- 1958 : A World of Strangers Publié en français sous le titre Un monde d’étrangers, traduit par Lucienne Lotringer, Paris, Albin Michel, coll. « Les Grandes traductions », 1979  (ISBN 2-226-00807-1) ; réédition, Paris, LGF, coll. « Le Livre de poche » no 6582, 1989  (ISBN 2-253-04856-9)
- 1963 : Occasion for Loving
- 1966 : The Late Bourgeois World Publié en français sous le titre Feu le monde bourgeois, traduit par Pierre Boyer, Paris, Plon, coll. « Feux croisés », 1993  (ISBN 2-259-02594-3) ; réédition, Paris, 10/18, coll. « Domaine étranger » no 2500, 1994  (ISBN 2-264-00284-0)
- 1970 : A Guest of Honour
- 1974 : The Conservationist Publié en français sous le titre Le Conservateur, traduit par Antoinette Roubichou-Stretz, Paris, Albin Michel, coll. « Les Grandes traductions », 1988  (ISBN 2-226-03419-6)  ; réédition, Paris, 10/18, coll. « Domaine étranger » no 2672, 1995  (ISBN 2-264-02047-4) ; réédition, Paris, Grasset, coll. « Les cahiers rouges », 2009  (ISBN 978-2-246-74901-1)
- 1979 : Burger's Daughter Publié en français sous le titre Fille de Burger, traduit par Guy Durand, Paris, Albin Michel, coll. « Les Grandes traductions », 1982  (ISBN 2-226-01161-7) ; réédition, Paris, LGF, coll. « Le Livre de poche » no 6714, 1990  (ISBN 2-253-05214-0) ; réédition, Paris, éditions Points, coll. « Signature » no P4073, 2015  (ISBN 978-2-7578-5150-0)
- 1981 : July's People Publié en français sous le titre Ceux de July, traduit par Annie Saumont, Paris, Albin Michel, coll. « Les Grandes traductions », 1983  (ISBN 2-226-01682-1) ; réédition, Paris, LGF, coll. « Le Livre de poche » no 6084, 1985  (ISBN 2-253-03713-3)
- 1987 : A Sport of Nature Publié en français sous le titre Un caprice de la nature, traduit par Gabrielle Merchez, Paris, Albin Michel, coll. « Les Grandes traductions », 1990  (ISBN 2-226-03776-4) ; réédition, Paris, LGF, coll. « Le Livre de poche » no 4342, 1992  (ISBN 2-253-06024-0)
- 1990 : My Son's Story Publié en français sous le titre Histoire de mon fils, traduit par Pierre Boyer, Paris, Christian Bourgois éditeur, 1992  (ISBN 2-267-01009-7) ; réédition, Paris, 10/18, coll. « Domaine étranger » no 23720, 1993  (ISBN 2-264-01876-3)
- 1994 : None to Accompany Me Publié en français sous le titre Personne pour m’accompagner, traduit par Pierre Boyer, Paris, Plon, coll. « Feux croisés », 1996  (ISBN 2-259-18096-5) ; réédition, Paris, 10/18, coll. « Domaine étranger » no 3090, 1999  (ISBN 2-264-02588-3)
- 1998 : The House Gun Publié en français sous le titre L'Arme domestique, traduit par Pierre Boyer, Paris, Plon, coll. « Feux croisés », 1998  (ISBN 2-259-18807-9) ; réédition, Paris, 10/18, coll. « Domaine étranger » no 3244, 2000  (ISBN 2-264-02913-7)
- 2001 : The Pickup Publié en français sous le titre Un amant de fortune, traduit par Georges Lory, Paris, Grasset, 2002  (ISBN 2-246-61891-6) ; réédition, Paris, LGF, coll. « Le Livre de poche » no 30013, 2004  (ISBN 2-253-06697-4)
- 2005 : Get a Life Publié en français sous le titre Bouge-toi !, traduit par Georges et Marie Lory, Paris, Grasset, 2007  (ISBN 978-2-246-69581-3)
- 2012 : No Time Like the Present Publié en français sous le titre Vivre à présent, traduit par David Fauquemberg, Paris, Grasset, 2013  (ISBN 978-2-246-80225-9) ; réédition, Paris, Gallimard, coll. « Folio » no 5868, 2014  (ISBN 978-2-07-045960-5)

### Recueils de nouvelles
- 1949 : Face to Face
- 1952 : The Soft Voice Of The Serpent Publié en français sous le titre La Voix douce du serpent, traduit par Pierre Boyer, Julie Damour, Dominique Dussidour, Paris, Plon, coll. « Feux croisés », 2002  (ISBN 2-259-18852-4)
- 1956 : Six Feet of the Country
- 1960 : Friday's Footprint
- 1965 : Not for Publication
- 1971 : Livingstone's Companions
- 1976 : Some Monday for Sure
- 1980 : A Soldier's Embrace Publié en français sous le titre L’Étreinte d’un soldat, traduit par Julie Damour avec la collaboration avec Dominique Dussidour, Paris, Christian Bourgois éditeur, 1994  (ISBN 2-267-01116-6) ; réédition, Paris, 10/18, coll. « Domaine étranger » no 2910, 1997  (ISBN 2-264-02275-2)
- 1980 : Town and Country Lovers
- 1984 : Something Out There Publié en français sous le titre Quelque chose là-bas, traduit par Jean Guiloineau, Paris, Albin Michel, coll. « Les Grandes traductions », 1985  (ISBN 2-226-02345-3)
- 1984 : Correspondance Course
- 1989 : Once upon a time
- 1991 : Jump Publié en français sous le titre Le Safari de votre vie, traduit par Pierre Boyer, Julie Damour, Gabrielle Rolin, Antoinette Roubichou-Stretz et Claude Wauthier, Paris, Plon, coll. « Feux croisés », 1993  (ISBN 2-259-02334-7) ; réédition, Paris, 10/18, coll. « Domaine étranger » no 2499, 1994  (ISBN 2-264-00285-9)
- 2003 : Loot Publié en français sous le titre Pillage, traduit par Georges Lory, Paris, Grasset, 2004  (ISBN 2-246-64921-8) ; réédition, Paris, LGF, coll. « Le Livre de poche » no 30576, 2006  (ISBN 978-2-253-11114-6)
- 2007 : Beethoven Was One-Sixteenth Black Publié en français sous le titre Beethoven avait un seizième de sang noir, traduit par Georges Lory, Paris, Grasset, 2009  (ISBN 978-2-246-73451-2) ; réédition, Paris, Gallimard, coll. « Folio » no 5097, 2010  (ISBN 978-2-07-043749-8)
- 2011 : Life Times: Stories Publié en français sous le titre Les Saisons de la vie, traduit par Pierre Boyer, Julie Damour, Jean Guiloineau, Paris, Grasset, 2014  (ISBN 978-2-246-79427-1)

### Essais
- 1973 : The Black Interpreters
- 1980 : What Happened to Burger's Daughter or How South African Censorship Works
- 1988 : The Essential Gesture Publié en français sous le titre Le Geste essentiel, traduit par Jean-Pierre Richard, Paris, Plon, 1989  (ISBN 2-259-02233-2)
- 1995 : Writing and Being Publié en français sous le titre L'Écriture et l'Existence, traduit par Claude Wauthier et Fabienne Teisseire, Paris, Plon, coll. « Feux croisés », 1996  (ISBN 2-259-18378-6) ; réédition, Paris, 10/18, coll. « Bibliothèques » no 2923, 1998  (ISBN 2-264-02673-1)
- 1999 : Living in Hope and History Publié en français sous le titre Vivre dans l'espoir et dans l'histoire : notes sur notre siècle, traduit par Claude Wauthier et Fabienne Teisseire, Paris, Plon, coll. « Feux croisés », 2000  (ISBN 2-259-19165-7)

### Autres publications
- 2004 : Telling Tales
- 2010 : Telling times. Writing and Living, 1954-2008 Publié en français sous le titre Récits de vies (1954-2008), traduit par Philippe Delamare, Paris, Grasset, 2013  (ISBN 978-2-246-78363-3)

## Prix et distinctions
- 1961 : Prix WH Smith, Friday's Footprint
- 1972 : Prix James Tait Black, A Guest of Honour
- 1974 : Prix Booker, Le Conservateur
- 1974 : Central News Agency Literary Award, Le Conservateur
- 1974 : Grand Aigle d'or de la ville de Nice
- 1979 : Central News Agency Literary Award, Fille de Burger
- 1981 : Central News Agency Literary Award, Ceux de July
- 1984 : Prix de Rome américain
- 1985 : Prix Nelly-Sachs
- 1990 : Central News Agency Literary Award, Histoire de mon fils
- 1991 : Prix Nobel de littérature
- 1996 : International Botev Prize
- 2007 : Officier de l'Ordre national de la Légion d'honneur
- Membre honoraire de l'Académie américaine des arts et des sciences
- Membre honoraire de l'Académie américaine des arts et des lettres
- Membre de la Royal Society of Literature
- Ordre de l'Aigle aztèque

## Citations
- « Les formules qui semblent avoir perdu tout leur sens à force d'avoir été répétées trop souvent sont celles qui contiennent le plus de vérité. » - L'Arme domestique
- « Chacun naît seul et meurt seul quelles que soient la nature et l'intensité des relations qu'il tisse avec les autres, conjoint, enfants, amis. » - Extrait d'un entretien avec Catherine Argand - juin 1996
- « Le siècle nouveau ne sera pas nouveau du tout si nous nous contentons de faire la charité, ce palliatif qui apaise la conscience et qui maintient en place bien sagement le même vieux système de nantis et de démunis. »
- « Les hommes ne se comportent de façon cohérente qu'en se montrant incohérents. » - Déclaration à L'Express

## Hommages
- Depuis 2019, un cratère de la planète Mercure est nommé Gordimer en son honneur[13].